# Nathalie Fortain
Nathalie Fortain-Marchand (Poitiers, 12 juli 1969) is een voormalig atleet uit Frankrijk. Ze was gespecialiseerd in het snelwandelen.

## Loopbaan
Fortain werd zestienmaal Frans kampioen snelwandelen. Ze verbeterde ook dertienmaal een Frans record.
Op de Olympische Zomerspelen van Atlanta in 1996 nam Fortain voor Frankrijk deel aan het onderdeel 10 kilometer snelwandelen. Ze werd 31e in een tijd van 46.43.

## Persoonlijke records
| Onderdeel             | Resultaat | Datum       | Plaats    |
| --------------------- | --------- | ----------- | --------- |
| 5000 m snelwandelen   | 22.26,5   | 2 juni 1990 | Héricourt |
| 10.000 m snelwandelen | 46.28,58  | 1997        |           |
| 10 km snelwandelen    | 44.43     | 1996        |           |

| Onderdeel           | Resultaat | Datum            | Plaats |
| ------------------- | --------- | ---------------- | ------ |
| 3000 m snelwandelen | 12.50,38  | 13 februari 1994 | Liévin |

## Belangrijkste uitslagen

### 3000 m snelwandelen
- 1992: DQ in reeks EK indoor in Genua
- 1994: 8e in reeks EK indoor in Parijs - 13.16,48

### 5000 m snelwandelen
- 1987: 9e EK U20 in Birmingham - 23.58,19
- 1988: 6e WK U20 in Sudbury - 22.39,25

### 10.000 m snelwandelen
- 1997: 12e in reeks WK in Athene - 46.28,58

### 10 km snelwandelen
- 1990: 31e EK in Split - 48.28
- 1996: 31e OS in Atlanta - 46.43

- World Athletics: 14365901